# بنو غزی (یمن)
 بنو غزی  (در عربی:  بَنو الغزّی )
نام روستایی است در عزلهٔ (مخلاف العود)، در دهستان الغُربان از توابع استان 
عَدَن در کشور یمن در شبه جزیره عربستان. 

## جمعیت
جمعیت آن (۶۰ ) نفر (۷ خانوار) می‌باشد.